# Lophoditta rufinans
Lophoditta rufinans är en fjärilsart som beskrevs av George Francis Hampson. Lophoditta rufinans ingår i släktet Lophoditta och familjen nattflyn. Inga underarter finns listade i Catalogue of Life.